# 4e cérémonie des Australian Academy of Cinema and Television Arts Awards
La 4e cérémonie des Australian Academy of Cinema and Television Arts Awards (AACTA Awards), décernés par la Australian Academy of Cinema and Television Arts, a eu lieu le 29 janvier 2015 et récompens les meilleurs films et programmes de télévision australiens sortis l'année précédente.
Les nominations ont été annoncées le 2 décembre 2013. Une cérémonie séparée des AACTA International Awards, récompensant les films non-australiens, se déroulera à Los Angeles le 31 janvier 2015.

## Palmarès

### Meilleur film
Mister Babadook (The Babadook) et La Promesse d'une vie (The Water Diviner)
- Charlie's Country
- Prédestination (Predestination)
- Les Voies du destin (The Railway Man)
- Tracks

### Meilleur acteur dans un second rôle
- La Planète des singes : L'Affrontement (Dawn of the Planet of the Apes) – Andy Serkis

## AACTA International Awards
La 4e cérémonie des AACTA International Awards, décernés par la Australian Academy of Cinema and Television Arts, a lieu le 31 janvier 2015 et récompense les meilleurs films internationaux réalisés l'année précédente.